# Institut d'Estadística de Catalunya
L'Institut d'Estadística de Catalunya (abreviat com IDESCAT) és l'òrgan estadístic de la Generalitat de Catalunya. Creat el 1989, és un organisme autònom de caràcter administratiu, amb personalitat jurídica pròpia, amb autonomia administrativa i financera, i amb plena capacitat d'actuar per al compliment de les seves finalitats, d'acord amb la Llei 23/1998, de 30 de desembre, d'estadística de Catalunya. Actualment està adscrit al Departament d'Economia i Hisenda.
La missió de l'entitat és proveir informació estadística rellevant i d'alta qualitat, amb independència professional, i coordinar el Sistema estadístic de Catalunya, amb l'objectiu de contribuir a la presa de decisions, la recerca i la millora de les polítiques públiques.
L’Institut produeix estadístiques i com a gestor del Sistema estadístic de Catalunya coordina i garanteix la qualitat de la producció estadística de la Generalitat i de la resta del país. Legalment és la institució legitimada per oficialitzar dades estadístiques.
La producció del Sistema estadístic de Catalunya és molt àmplia i abasta operacions estadístiques sobre temes diversos en els camps següents:
- Demografia i societat, on s'hi inclouria població, cultura i llengua, educació, eleccions, justícia i seguretat, i salut i treball.
- Qualitat de vida: condicions de vida, habitatges i edificis, ingressos i consum de les llars, i protecció social.
- Economia: macromagnituds, empreses i finances, finances públiques, inversió i comerç exterior, preus, i recerca i tecnologia.
- Sectors econòmics: agricultura, ramaderia i pesca, comerç i serveis, construcció, indústria i energia, transport, i turisme.
- Medi ambient i territori.

L’Idescat també edita diverses publicacions, entre les quals destaquen pel seu abast i rellevància:
- Anuari Estadístic de Catalunya, que recull les principals estadístiques oficials sobre Catalunya.[5]
- Xifres de Catalunya: tríptic editat en deu llengües diferents que ofereix una sèrie de dades bàsiques de Catalunya, comparades amb les d'Espanya i la Unió Europea.[6]
- SORT (Statistics and Operations Research Transactions): revista semestral[7]íntegrament en anglès, que promou la publicació d'articles originals d'estadística aplicada i metodologia estadística, investigació operativa, estadística oficial i biometria, així com la recensió de llibres i altres publicacions en aquests àmbits.

Així mateix, l’Idescat ofereix diversos serveis en relació amb la difusió d'estadístiques oficials, com ara l’atenció de consultes d’usuaris tant particulars com institucionals, l’elaboració de resultats estadístics a mida, una col·lecció d’APIs i ginys per a desenvolupadors o un servei de premsa per facilitar la comunicació amb els mitjans de comunicació. També proporciona diversos serveis adreçats a la comunitat educativa, així com l’accés privatiu per a investigadors a determinades dades amb finalitats científiques. S'encarrega, a més, de l’expedició de certificacions de resultats de les estadístiques oficials incloses en els programes anuals d'actuació estadística (PAAE).
L’Idescat disposa d’una Biblioteca especialitzada en estadística (fundada el 1969 com a Centre de Documentació de la Comissió Mixta de Coordinació Estadística), que és la dipositària i responsable de la conservació i difusió de l’estadística oficial de Catalunya.

## Història
Els antecedents històrics de l’actual Institut d’Estadística de Catalunya es remunten als anys 30 del segle xx. L’Institut d’Investigacions Econòmiques, «un organisme creat el 1931 per la Diputació de Barcelona i per algunes de les principals corporacions econòmiques de la ciutat per a l’estudi de la conjuntura econòmica», ja tenia com a objectiu «completar i unificar […] les estadístiques econòmiques de la nostra regió i assegurar una regular periodicitat en la publicació de les sèries numèriques, convenientment depurades, de conformitat als moderns mètodes científics», segons el seu estatut de 1931. Exercint aquestes funcions, l’Institut va recollir una nombrosa documentació estadística i va elaborar més de 60 sèries mensuals. Contemplava també la vessant formativa i és aquí on s'emmarca la creació del Laboratori de Preparació Estadística, per tal de preparar funcionaris d’estadística.
Però va ser el 19 de juny de 1934, amb l’Institut ja integrat a la Generalitat de Catalunya, quan la mateixa Generalitat va crear per decret el seu primer organisme oficial d’estadística, el Servei Central d’Estadística. El Servei va heretar de l’Institut l’encàrrec de completar i unificar les estadístiques econòmiques catalanes i assegurar la seva publicació periòdica. També va continuar la publicació del Butlletí mensual d’estadística (iniciada el gener de 1934 per l’Institut) on hi apareixien sèries demogràfiques, socials i meteorològiques, juntament amb les econòmiques. Així mateix, el Servei Central d’Estadística assumia la tasca centralitzadora i orientadora respecte a l’estadística oficial de Catalunya, ja que segons el decret “tindrà al seu càrrec dirigir i reunir tots els treballs estadístics que puguin ésser efectuats pels diferents organismes oficials que depenguin de la Generalitat de Catalunya; curarà de les publicacions de caràcter estadístic que la Presidència cregui necessari portar a cap; evacuarà les diferents consultes que els diferents organismes del Govern puguin adreçar sobre qüestions estadístiques”. I ja aleshores es posava l’èmfasi en la necessitat de contacte amb altres organismes similars d’arreu del món: «mantindrà la necessària relació d'intercanvi de dades amb els organismes estadístics de l’Estat espanyol i dels països estrangers».
El Servei va publicar molts documents estadístics de gran vàlua en l’àmbit de la demografia i l’economia catalana, entre ells mereix especial consideració el primer padró d’habitants elaborat des de Catalunya, en plena Guerra Civil, amb dades de 30 d’abril de 1936.
El Servei Central d’Estadística, que també va denominar-se Secció d’Estadística (entre desembre de 1934 i març de 1935) i Servei General d’Estadística (des d’abril de 1935 fins al desembre de 1936), va desaparèixer el 1939 amb l’abolició de la Generalitat per la dictadura de Franco.
El 1973 va néixer el Consorci d’Informació i Documentació de Catalunya (CIDC), a partir de la Comissió Mixta de Coordinació Estadística de Barcelona, formada el 1969 per l'Ajuntament de Barcelona, la Diputació Provincial de Barcelona, la Comissió d’Urbanisme i Serveis Comuns de Barcelona i la Cambra de Comerç, Indústria i Navegació de Barcelona. El consorci va tenir abast nacional a partir de 1977, amb la incorporació de les Cambres de Girona, Lleida i Tarragona.
El 1978 la Generalitat restablerta va recuperar formalment el Servei Central d’Estadística i Documentació, que va esdevenir l’Institut Central d’Estadística i Documentació. Però la Generalitat també s'havia incorporat al Consorci d’Informació i Documentació de Catalunya, al qual aportava la majoria del pressupost destinat a estadística. Per tal d’evitar duplicitats, el 1983 desapareix l’Institut Central d’Estadística i Documentació i assumeix les seves funcions el Consorci d’Informació i Documentació de Catalunya. El CIDC va ser un organisme pioner en la introducció de la tecnologia informàtica aplicada a la documentació. Entre les seves fites hi ha la creació de les bases de dades ECOCAT (Economia de Catalunya), ESPAN (Estadística d’Espanya) i BEMCAT (Banc d'estadístiques comarcals i municipals de Catalunya) que recull estadístiques dels municipis catalans, precedent de l’actual El municipi en xifres. El 1985 va editar per primera vegada l'Anuari Estadístic de Catalunya i la revista Xifres de Catalunya, dues publicacions encara en curs i de referència en la difusió de les estadístiques bàsiques de Catalunya.
El 1987 la Llei d’estadística de Catalunya preveu l’existència d’un organisme oficial d’estadística, mencionat al text com a l’òrgan estadístic de la Generalitat, que es fes càrrec «de preparar i de proposar les normes per què s'han de regir i les característiques tècniques que han de tenir les estadístiques de la Generalitat i de les entitats territorials». Altres aspectes a destacar d’aquesta llei son, en primer lloc, que definia el Pla estadístic com l’instrument d’ordenació de l’estadística de la Generalitat. A més a més, va introduir els principis d’objectivitat i correcció tècnica, l’obligació de la col·laboració ciutadana i el seu recíproc, el secret estadístic. I, per acabar, va obligar a la difusió pública dels resultats estadístics.
Finalment l’11 de desembre de 1989 es publica el Decret 341/1989 de creacióde l’Institut d’Estadística de Catalunya, com a organisme autònom, adscrit al Departament d’Economia i Finances, amb personalitat jurídica pròpia, al qual l’han seguit altres disposicions que en completen i actualitzen l’organització i funcionament. El Consorci d’Informació i Documentació de Catalunya va quedar dissolt i el seu personal, recursos i serveis van ser transferits majoritàriament a l’Institut d’Estadística de Catalunya.

## Direcció
Des de la seva creació han estat directors de l’Institut d’Estadística de Catalunya: 
- Xavier Cuadras i Morató (2019-actualitat)[23]
- Frederic Udina i Abelló (2011-2019)[24]
- Anna Ventura i Estalella (2007-2011)[25]
- Josep M. Vegara i Carrió (2004-2007)[26]
- Jordi Oliveras i Prats (1990-2004)[27]